# David Wallace
David Wallace é um personagem fictício da série de televisão estadunidense The Office, interpretado por Andy Buckley. É apresentado na segunda temporada como o novo diretor financeiro da Dunder Mifflin. Wallace recebeu esse nome em homenagem a David Foster Wallace, o autor favorito de John Krasinski e do produtor executivo Michael Schur. Ele é um executivo rico, com uma casa suburbana opulenta, casado e com dois filhos — um menino e uma menina. Apesar de seu estilo de vida diferente dos membros da filial de Scranton, David é gentil e tolera as excentricidades do gerente regional Michael Scott. Ele é demitido na sexta temporada após a Sabre comprar a empresa. Mais tarde, vende sua patente de aspirador de pó para o exército dos EUA por US$ 20 milhões e adquire a Dunder Mifflin, tornando-se CEO no final da oitava temporada.

## Desenvolvimento
David é apresentado em "Valentine's Day" durante uma reunião para discutir a situação financeira das filiais na sede em Nova Iorque — o anterior foi demitido por acusações de assédio sexual conforme descrito em "Sexual Harassment". No episódio "Cocktails" da terceira temporada, oferece um coquetel em sua casa, onde Jan, Michael, Jim Halpert e Dwight Schrute comparecem. Ele convida o gerente regional a realizar uma entrevista para um novo cargo em "Beach Games". No entanto, é revelado em "The Job" que trata-se da ocupação de Jan. Ela descobre que eles estão planejando demiti-la, confronta Wallace com raiva e é escoltada pelo segurança para fora do prédio. Michael então desiste do cargo em respeito a Jan, com quem ele está romanticamente envolvido. Wallace nomeia Ryan Howard, que tem diploma da Universidade de Scranton. No episódio "The Deposition" da quarta temporada, Jan processa a Dunder Mifflin. O depoimento de Wallace revela que Michael não era um candidato sério para substituí-la. Isso o magoa, mas ele fica do lado da empresa.
No episódio "Crime Aid", Wallace descobre o relacionamento entre Michael e a nova representante do RH Holly Flax (Amy Ryan) e a transfere de volta para New Hampshire. Após a demissão de Ryan no final da quarta temporada, Wallace contratou Charles Miner para substituí-lo em "New Boss". No entanto, Charles tem um estilo de gestão mais rigoroso, o que deixa Michael irritado. Por fim, o gerente regional viaja para Nova Iorque para confrontá-lo, pois sente que seus anos de serviço e lealdade à empresa deveriam lhe dar mais liberdade. Depois de não atingir seus objetivos, ele renuncia. Michael então funda a Michael Scott Paper Company e começa a roubar clientes da Dunder Mifflin, o que leva Wallace a tentar comprar a empresa. No fim, Michael é recontratado, junto com Pam e Ryan.
No episódio "The Meeting" da sexta temporada, se encontra com Jim e o promove para compartilhar a posição gerencial com Michael. Mais tarde, ele informa à empresa que os rumores de falência destacados no The Wall Street Journal são "conjecturas", mas informa Jim em particular que são reais. A situação financeira da Dunder Mifflin é resolvida em "Secret Santa" quando Wallace liga para Michael e anuncia que a empresa tem um potencial comprador, a Sabre. Depois da demissão, Wallace trabalha em um aspirador de pó, deixando Michael visivelmente preocupado com sua situação.
Na sétima temporada, Michael deixa a Dunder Mifflin para ficar com Holly no Colorado e, em uma cena deletada, liga para Wallace para se despedir. Ele inicialmente acha que o gerente regional foi demitido, mas expressa choque ao descobrir que deixou o cargo voluntariamente diante da crise econômica. Os comentários de Wallace deixam Michael desconfortável, que interrompe a conversa. Na oitava temporada, Andy Bernard se torna o novo chefe de Scranton, mas é demitido mais tarde. Wallace conta a ele que vendeu sua invenção por US$ 20 milhões para o Exército dos EUA e Andy o convence a comprar a Dunder Mifflin. Wallace se torna o dono e diretor executivo da empresa e reintegra Andy como gerente regional de Scranton.

## Recepção
Após seu retorno na oitava temporada, muitas críticas foram extremamente positivas. Uma avaliação da TV Equals observou que "não estou totalmente convencido de que a história de David Wallace seja tão simples quanto a que ele conta, mas talvez seja só porque eu adoraria qualquer desculpa para ele voltar a fazer parte de The Office." Michael Tedder da Vulture chamou Wallace de "sempre bem-vindo".